# Bawana
Bawana es una ciudad censal situada en el distrito de Delhi noroeste,  en el territorio de la capital nacional,  Delhi (India). Su población es de 73680 habitantes (2011). 

## Demografía
Según el censo de 2011 la población de Bawana era de 73680 habitantes, de los cuales 8042 eran hombres y 6746 eran mujeres. Bawana tiene una tasa media de alfabetización del 70,26%, inferior a la media estatal del 86,21%: la alfabetización masculina es del 77,22%, y la alfabetización femenina del 61,79%.